# Insula doctorului Moreau (film din 1996)
Insula doctorului Moreau (în engleză The Island of Dr. Moreau) este un film SF horror din 1996, a treia versiune cinematografică a romanului Insula doctorului Moreau al lui H. G. Wells despre un om de știință care încearcă să transforme animalele în oameni. Filmul îi are în rolurile principale pe Marlon Brando, Val Kilmer, David Thewlis, Fairuza Balk și Ron Perlman, și a fost regizat de John Frankenheimer, care a fost adus la o jumătate de săptămână după ce filmările au început. Scenariul a fost scris de regizorul inițial Richard Stanley și de Ron Hutchinson.

## Rezumat
În anul 2010, negociatorul Organizației Națiunilor Unite Edward Douglas, singurul supraviețuitor al unui accident de avion, este adus pe malul insulei lui Moreau - împotriva voinței sale - de dr. Montgomery și devine în cele din urmă prizonierul lui. Pe această insulă se retrăsese cu 17 ani în urmă dr. Moreau, laureat al Premiului Nobel pentru medicină, pentru a putea să facă în liniște experimentele sale pe animale. Cu zece ani în urmă i se alăturase și dr. Montgomery, un medic devenit nebun prin atașamentul față de Moreau și prin abuzul intens de droguri.
În cei 17 ani de cercetări și experimente, dr. Moreau a reușit un experiment considerat imposibil: să folosească ADN-ul uman la animale pentru a le face mai asemănătoare cu oamenii și a le reduce instinctele lor animale și de a face omul divin, lipsit de răutate și de ură. După multe încercări, un singur experiment a avut succes, iar hibrizilor obținuți prin experimentele nereușite li se dau medicamente în fiecare zi pentru a-i opri să regreseze la starea de animale. Acestea sunt, de asemenea, controlate prin terapia de șoc pentru a-i păstra calmi și docili.
Cu toate acestea, una dintre creaturi (porcul-hienă) a găsit o modalitate de a evita primirea tratamentului de șoc și atunci când el i-a informat pe ceilalți de acest lucru, animalele hibride au început să-și dezlănțuie liber pornirile violente pe insulă.
Îngrozit de experimentele monstruoase ale doctorului și temându-se pentru viața sa, Douglas cere ajutorul frumoasei fiice a lui Moreau, Aissa (femeia pisică), pentru a fugi de pe insulă, dar planurile sale au fost zădărnicite de dr. Montgomery și de lacheii lui oameni-animale.

## Distribuție
- Marlon Brando - Dr. Moreau
- Val Kilmer - Dr. Montgomery
- David Thewlis - Edward Douglas
- Fairuza Balk - Aissa
- Daniel Rigney - Porcul-hienă
- Temuera Morrison - Azazello
- Nelson de la Rosa - Majai
- Peter Elliott - Assassimon
- Mark Dacascos - Lo-Mai
- Ron Perlman - Cel care spune Legea
- Marco Hofschneider - M'Ling
- Miguel López - Waggdi
- Neil Young - bărbatul vier
- David Hudson - bărbatul bizon
- Clare Grant - femeia vulpe
- Kitty Silver - femeia scroafă nr. 1
- Fiona Mahl - femeia scroafă nr. 2
- William Hootkins - Kiril

## Producție
Regizorul inițial Richard Stanley a petrecut patru ani pentru dezvoltarea proiectului înainte de a primi aprobarea din partea companiei New Line Cinema. Prima problemă a apărut atunci când Kilmer a decis brusc, din motive personale, că voia ca rolul său să fie redus cu 40%. Stanley știa că era imposibil să reducă rolul diplomatului ONU Edward Prendick (numele a fost schimbat ulterior în cel de Edward Douglas) cu o asemenea cantitate, dar a vrut să-l păstreze pe Kilmer, ala că a venit cu ideea de a-i da acestuia rolul dr. Montgomery, asistentul lui Moreau de pe insulă. Kilmer a fost de acord cu această propunere, așa că rolul lui Prendick i-a fost dat lui Rob Morrow.
Locațiile de filmare au fost pădurile tropicale din North Queensland (Australia), dar după trei zile de la începerea filmărilor, New Line l-a concediat pe Stanley (acțiune care ar fi putut să fie influențată de Kilmer). Motivele renunțării la colaborarea cu Stanley nu au fost precizate, dar probabil că decizia a fost luată din cauza faptului că el nu a fost un regizor suficient de ferm pentru a lucra cu Val Kilmer, care era cunoscut pentru caracterul său dificil la filmări și trecea printr-un divorț în acea perioadă. În timpul primelor zile de filmări, Kilmer nu ar fi interpretat conform scenariului, iar secvențele au fost considerat inutilizabile. Studioul pare să-l fi acuzat pe regizort că nu l-a ținut pe Kilmer sub control.
New Line l-a adus pe regizorul veteran John Frankenheimer, care, ca și fiecare membru al echipei și distribuției, venise pentru că voia să lucreze cu Brando. Viziunea lui Frankenheimer asupra filmului era foarte diferită de cea a lui Stanley, iar el și cu Brando au decis ca scenariul lui Richard Stanley, Michael Herr și Walon Green să fie rescris de colaboratorul anterior al lui Frankenheimer, Ron Hutchinson. Când Morrow a decis și el să renunțe la filmări, Frankenheimer a trebuit să găsească un nou actor și l-a adus pe David Thewlis pentru a-l interpreta pe Douglas. Întreaga producție a fost oprită o săptămână și jumătate pentru implementarea schimbărilor.
După reluarea filmărilor, problemele nu au dispărut. Pagini noi au fost schimbate cu doar câteva zile înainte de filmarea scenelor. Frankenheimer și Kilmer au avut conflicte pe platou, care au fost atât de aprinse, încât Frankenheimer a declarat după aceea: "nu-mi place Val Kilmer, nu-mi place etica muncii sale și nu vreau să mai lucrez niciodată cu el". Din acest motiv, presa a citat două expresii celebre atribuite lui Frankenheimer cu referire la Val Kilmer. Prima a fost: "Sunt două lucruri pe care nu le voi face niciodată în viața mea. Primul este că nu voi urca niciodată pe Everest. Al doilea este că nu voi mai lucra niciodată cu Val Kilmer." A doua expresie a fost, "Will Rogers nu l-a întâlnit niciodată pe Val Kilmer". Frankenheimer s-a ciocnit pe platou și cu Brando și cu studioul, deoarece cei din compania producătoare nu erau mulțumiți de modul în care a regizat filmul.
Potrivit lui Thewlis, "noi am avut idei cu totul diferite cu privire la ce trebuia făcut. Am ajuns chiar să improvizez unele dintre scenele principale, cu Marlon." Thewlis a continuat să rescrie rolul personajului. Rescrierile permanente l-au enervat pe Brando și neavând nicio motivație să repete noile replici, el a primit un mic radioreceptor. Thewlis își aduce aminte: "[Marlon] se afla în mijlocul unei scene și dintr-o dată el a auzit în receptor un mesaj de la poliție pe care l-a repetat "Este un jaf la Woolworths"." Chiar și Brando s-a ciocnit cu Val Kilmer, care nu a avut prieteni pe platoul de filmare din cauza comportamentului său permanent necontrolat. Potrivit revistei Film Threat, Brando i-a spus: "Îți tulburi talentul cu mărimea salariului tău".
Kilmer a declarat că perioada filmărilor filmările a fost pentru el una "nebună". El a primit actele de divorț de la soția lui de atunci, Joanne Whalley, Brando a trecut prin evenimentele legate de sinuciderea fiicei sale Cheyenne, iar în plus au avut loc o serie de implicațiile ale unui test nuclear francez în apropierea unui atol. La finalizarea scenei finale cu Kilmer, Frankenheimer a spus echipei de filmare: "Acum dați-l afară pe ticălos de pe platoul meu de filmare".
Ca urmare a faptului că Stanley i-a spus în glumă realizatorului decorurilor să dea foc platoului de filmare, paza a fost înăsprită din cauza temerilor că el încerca de fapt să saboteze proiectul. A apărut un zvon (promovat de către Stanley) că el a reușit totuși să se strecoare înapoi pe platourile de filmare, în costumul unuia dintre numeroșii hibrizi oameni-animale.
Thewlis a ales să nu participe la premiera filmului.

## Varianta regizorală
În cele din urmă, o variantă regizorală a fost lansată pe DVD conținând patru minute de material suplimentar de la premiera cinematografică.

## Recepție
Filmul a avut parte de recenzii negative. Pe situl Rotten Tomatoes, ratingul filmului este de 23% "putred" bazat pe 31 de comentarii. Filmul a avut încasări de doar 49 de milioane $ în întreaga lume, puțin mai mult decât bugetul de 40 de milioane $.
Insula doctorului Moreau a primit mai târziu șase nominalizări pentru Premiile Zmeura de Aur, inclusiv cel mai prost film și cel mai prost regizor, "câștigând" premiul pentru cel mai prost actor în rol secundar pentru Marlon Brando (Val Kilmer a fost și el nominalizat la această categorie). Filmul a primit și nominalizari pentru două Premii Saturn: cele mai bune machiaje și cel mai bun film SF.